# Bîrnova
Bîrnova è un comune della Moldavia situato nel distretto di Ocnița di 2.342 abitanti al censimento del 2004